# ŠD Stojnci
Športno društvo Stojnci, thường hay gọi ŠD Stojnci hoặc đơn giản Stojnci, là một câu lạc bộ bóng đá Slovenia đến từ Stojnci thi đấu ở Ptuj Super League, giải bóng đá cao thứ tư ở the hệ thống giải bóng đá Slovenia. Câu lạc bộ được thành lập năm 1964.

## Danh hiệu
- Giải bóng đá hạng ba quốc gia Slovenia: 1
  - 1991-92[2]
- Giải bóng đá hạng tư quốc gia Slovenia: 4

1993-94, 1994-95, 1999-2000, 2013-14
- MNZ Ptuj Cup: 1

2006-07

## Lịch sử giải đấu kể từ năm 1991
| Mùa giải  | Giải vô địch            | Thứ hạng |
| --------- | ----------------------- | -------- |
| 1991-92   | 1. Class (cấp độ 3)     | thứ 1    |
| 1992-93   | 3. SNL - Đông           | thứ 14   |
| 1993-94   | 1. Class (cấp độ 4)     | thứ 1    |
| 1994-95   | 1. Class (cấp độ 4)     | thứ 1    |
| 1995-96   | 1. Class (cấp độ 4)     | thứ 10   |
| 1996-97   | 1. Class (cấp độ 4)     | thứ 5    |
| 1997-98   | 1. Class (cấp độ 4)     | thứ 3    |
| 1998-99   | 1. Class (cấp độ 4)     | thứ 4    |
| 1999-2000 | 1. Class (cấp độ 4)     | thứ 1    |
| 2000-01   | 3. SNL - Bắc            | thứ 9    |
| 2001-02   | 3. SNL - Bắc            | thứ 4    |
| 2002-03   | 3. SNL - Bắc            | thứ 9    |
| 2003-04   | 3. SNL - Bắc            | thứ 3    |
| 2004-05   | 3. SNL - Đông           | thứ 4    |
| 2005-06   | 3. SNL - Đông           | thứ 7    |
| 2006-07   | 3. SNL - Đông           | thứ 7    |
| 2007-08   | 3. SNL - Đông           | thứ 10   |
| 2008-09   | 3. SNL - Đông           | thứ 6    |
| 2009-10   | 3. SNL - Đông           | thứ 3    |
| 2010-11   | 3. SNL - Đông           | thứ 10   |
| 2011-12   | 3. SNL - Đông           | thứ 3    |
| 2012-13   | Super League (cấp độ 4) | thứ 2    |
| 2013-14   | Super League (cấp độ 4) | thứ 1    |
| 2014-15   | Super League (cấp độ 4) | thứ 4    |
| 2015-16   | Super League (cấp độ 4) | thứ 4    |
| 2016-17   | Super League (cấp độ 4) | thứ 2    |
| 2017-18   | Super League (cấp độ 4) | thứ 2    |
| 2018-19   | Super League (cấp độ 4) | thứ 6    |

1. ↑  Relegated to the Super League because they were unable to obtain a licence for the Giải bóng đá hạng ba quốc gia Slovenia.
2. ↑  Declined promotion to the Giải bóng đá hạng ba quốc gia Slovenia.